# Biskupi gliwiccy
Biskupi gliwiccy – biskupi diecezjalni i biskupi pomocniczy diecezji gliwickiej.

## Biskupi

### Biskupi diecezjalni
| Lata urzędowania | Biskup | Biskup        | Uwagi |
| ---------------- | ------ | ------------- | ----- |
| 1992–2011        |        | Jan Wieczorek |       |
| 2012–2023        |        | Jan Kopiec    |       |
| od 2023          |        | Sławomir Oder |       |

### Biskupi pomocniczy
| Lata urzędowania | Biskup | Biskup           | Uwagi |
| ---------------- | ------ | ---------------- | ----- |
| 1992–2014        |        | Gerard Kusz      |       |
| od 2018          |        | Andrzej Iwanecki |       |